# Steven Pruitt

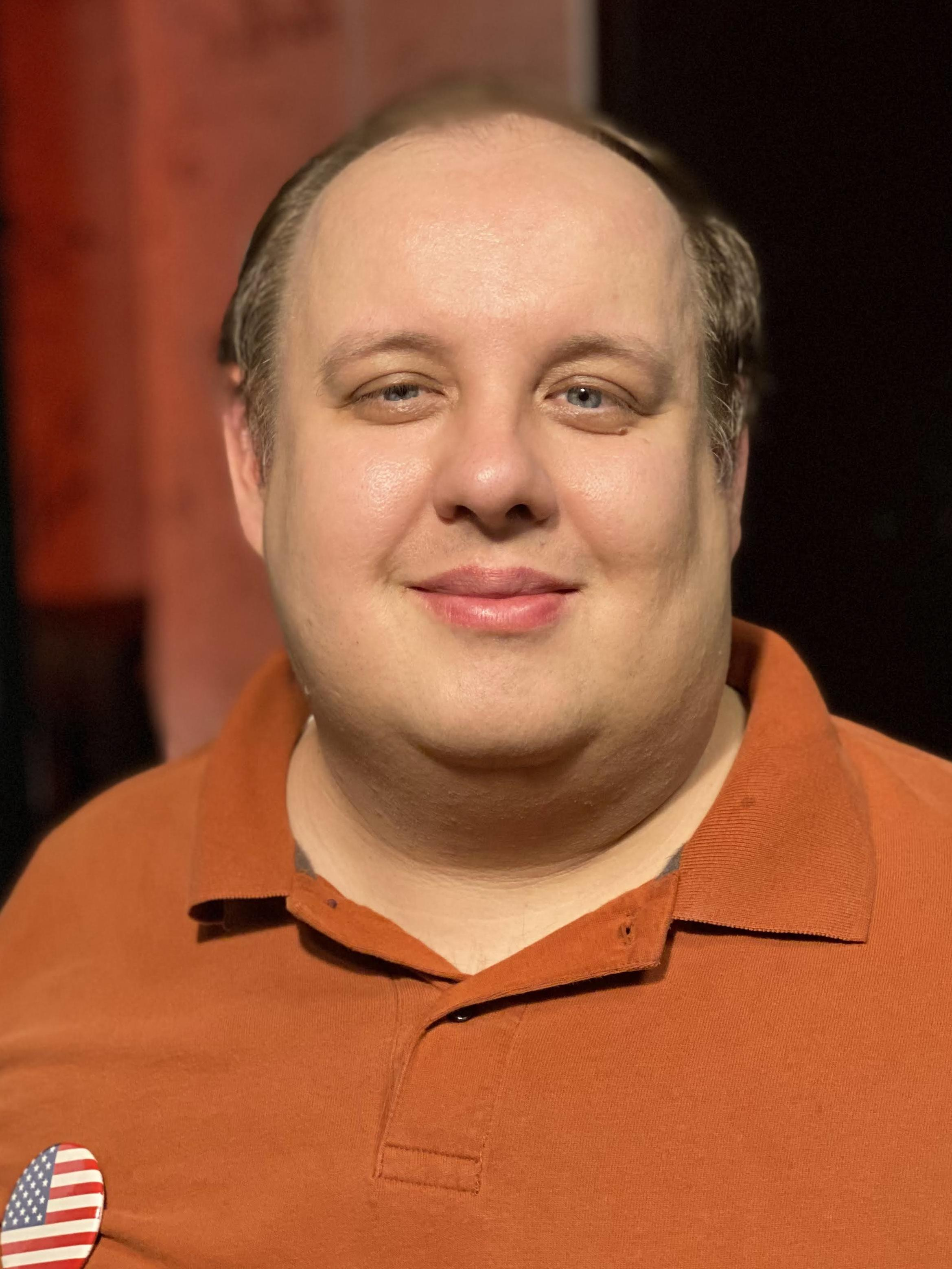
Steven Pruitt (2022)

Steven Pruitt (* 17. April 1984 in San Antonio, Texas; Benutzername Ser Amantio di Nicolao) ist ein US-amerikanischer Wikipedia-Autor. Er wurde 2017 vom Time Magazine auf die Liste der 25 einflussreichsten Menschen im Internet gesetzt, weil er über fünf Millionen Bearbeitungen und mehr als 31.000 erstellte Artikel zu verzeichnen hatte. Anfang 2019 widmete ihm der US-amerikanische Fernsehsender CBS News einen Beitrag. Er hat dazu beigetragen, systematische Verzerrungen in der Wikipedia abzubauen und mithilfe des Projekts Women in Red die Einbeziehung von Frauen zu fördern.

## Leben
Pruitt schloss 2002 die St.-Stephen’s-&-St.-Agnes-Schule in Alexandria, Virginia, ab. Danach besuchte er das College of William & Mary und schloss 2006 mit einem Abschluss in Kunstgeschichte ab.
Zu Pruitts nicht Wikipedia-bezogenen Interessen gehört der Capitol-Hill-Chor, in dem er singt. Er ist auch ein begeisterter Opernfan, was ihn zu seinem Wikipedia-Benutzernamen Ser Amantio di Nicolao inspirierte – benannt nach einer Nebenfigur eines Notars in der Puccini-Oper Gianni Schicchi aus dem Jahr 1918.
Seinen Lebensunterhalt verdient er als Archivar der US-Grenzbehörden.

## Wikipedia-Arbeit
Laut eigenen Angaben nahm Pruitt im Juni 2004 seine erste Bearbeitung in der Wikipedia vor. Sein Benutzerkonto erstellte er 2006 während seiner Zeit als Student. Seinen ersten Artikel schrieb er in der englischsprachigen Wikipedia über seinen Vorfahren und US-Politiker Peter Francisco, einer in Portugal geborenen wichtigen Figur des Amerikanischen Unabhängigkeitskrieges, bekannt als der „Riese von Virginia“, der laut eigenen Angaben Pruitts väterlicher Ur-Ur-Ur-Ur-Ur-Ur-Großvater ist.
Am 1. November 2015 übertraf er den Autor Justin Knapp (Benutzername Koavf) hinsichtlich der meisten Bearbeitungen. Bis Mai 2025 hatte Pruitt über 6,5 Millionen Änderungen bei Wikipedia vorgenommen, mehr als jeder andere Autor in der englischsprachigen Wikipedia. Zu seinen Wikipedia-Bearbeitungen gehört das Verfassen von mehr als 600 Artikeln über Frauen, um der Geschlechterkluft auf der Website entgegenzuwirken.